# Joseph Sartorius

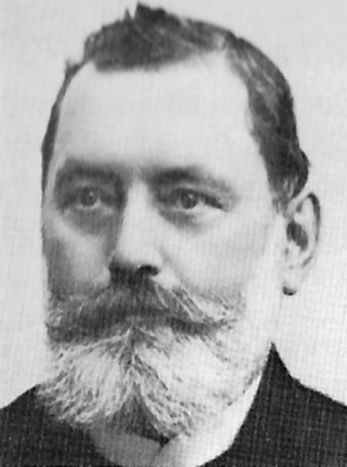
Joseph Sartorius

Joseph Sartorius (* 14. März 1842 in Willich; † 7. Dezember 1910 in Essen-Rellinghausen) war ein deutscher Politiker.

## Leben und Wirken
Joseph Sartorius besuchte in Neuss das Gymnasium bis zur Obersekunda. Danach war er Volontär beim Bürgermeisteramt Willich sowie auf dem Landratsamt in Neuss. Zwischen November 1869 und dem 1. Juni 1872 war er Supernumerar bei der Düsseldorfer Bezirksregierung. Darauf folgte das Amt des Kreissekretärs auf den Landratsämtern in Essen und Kempen.
Zunächst gehörte Rellinghausen zur Bürgermeisterei Steele. Am 1. Januar 1876 wurde Sartorius Bürgermeister der neu gegründeten Bürgermeisterei Rellinghausen, zu der neben Rellinghausen auch Bergerhausen, Heide (heute Stadtwald), Heisingen und Rüttenscheid gehörten, wobei Rüttenscheid im Jahr 1900 selbständig wurde. Das noch bestehende Gebäude des Rellinghauser Rathauses an der Frankenstraße 102 wurde nach Plänen des Architekten Friedrich Kunhenn errichtet und am 1. November 1877 bezogen. Sartorius wohnte dort in der ersten Etage und zog 1903 in ein benachbartes Dienstgebäude um.
Nachdem Rellinghausen am 1. April 1910 zur Stadt Essen eingemeindet worden war, wurde Sartorius als Beigeordneter in die Dienste der Stadt Essen übernommen. Nachdem er bereits im Dezember des Jahres gestorben war, wurde er auf dem kommunalen Friedhof Rellinghausen beigesetzt. Sein Schwiegersohn war der Rüttenscheider Bürgermeister Friedrich Wilhelm Hild.
Am 27. Februar 1928 wurde die Sartoriusstraße in Essen-Rellinghausen nach ihm benannt.